# 橄榄树下的情人
《橄欖樹下的情人》，或譯《穿越橄欖樹林》，是伊朗导演阿巴斯·基阿魯斯達米于1994年拍摄的电影，背景是地震后的伊朗北部。这部电影入选了第67届学院奖的最佳外语片，但未被提名。像阿巴斯的其他电影一样，《橄榄树下的情人》以一种自然主义的方式拍摄，展示了艺术和生活之间的一种复杂链接。其叙述方式常常模糊了虚拟和真实之间的界限。

## 情节
地震后，一个电影摄制组来到某个村庄拍一部叫《生命在继续》的影片，导演亲自在当地挑选主要演员，选上了一个正在念书的姑娘塔赫莉和年轻的砖瓦匠侯赛因，剧中他们饰演一对夫妻。很巧的是，他们俩早已认识，小伙子向姑娘求婚，但因为目不识丁且没有房子惨遭姑娘祖母的拒绝。在拍片的间隙，侯赛因对姑娘照顾有佳，不断用言行证明自己是个可以依靠的人。他恳请姑娘摆脱祖母的陈腐观点，答应嫁给他，可对方只是埋头读书，一言不发，连头也不点一下。影片拍完了，眼看最后的机会也将溜走，侯赛因追随塔赫莉走在她回家的路上，反驳着她可能提出拒绝下嫁的理由。他们穿过了橄榄树林，爬上了山坡，小伙子不停说着，姑娘仍始终沉默。这时，摄影机不再跟随他们的脚步，停在了一个高点上，镜头里，两个年轻人渐渐消失了。过了一会儿，一个人影出现在山坡上，那是侯赛因飞跑了回来，他又穿过那片橄榄树林，消失了。

## 评价
该电影在国际电影尤其是法国电影批评中反映良好，被提名为第47屆坎城影展金棕榈最佳影片。在2012年《视与听》投票中，六个批评家和四个导员将《橄榄树下的情人》评为有史以来最杰出的十部电影之一。

## 外部連結
- 互联网电影数据库（IMDb）上《橄欖樹下的情人》的资料（英文）